# Syberiada
Syberiada (ros. Сибириада) – radziecki melodramat z 1978 roku w reżyserii Andrieja Konczałowskiego. 

## Fabuła
Film składa się z dwóch części (I – dwa odcinki, II – cztery odcinki).

### Część I
Afanasij. Początek stulecia
Maleńka wioseczka Jełań w Zachodniej Syberii początku XX w. Żyją w niej dwa rody: Ustiużaninów i Sołominów. Tytułowy Afanasij Ustiużanin to były pierwszy myśliwy tajgi, który już dawno porzucił myślistwo i opętany przedziwną idée fixe wyrębuje las, budując nikomu niepotrzebną drogę ku Gwieździe Polarnej. Jego kilkuletni syn Kola pomaga ojcu, a przymuszony biedą, podkrada bogatym Sołominom żywność. Jego życie ulega zmianie, gdy do wioski dociera zbiegły katorżnik Rodion, który roztacza przed chłopcem wizję przyszłego, nowego świata opartego na ideach rewolucji socjalistycznej, co wywiera na malcu duże wrażenie. Jego przyjaźń z Rodionem kończy jednak przybycie do wioski ścigających zbiega żandarmów, którzy go aresztują i wywożą.
Anastasija. Lata 20.
Mija kilka lat, w czasie których Europą wstrząsa I wojna światowa, a Rosją rewolucja. Nie ma to jednak żadnego wpływu na życie mieszkańców Jełani. Kola, jako dorosły młodzieniec, zakochuje się z wzajemnością w Anastasiji Sołominej, z którą od urodzenia żyje w jednej wsi. Jednak Nastii obce są ideały rewolucji, którymi od spotkania z Rodionem owładnięty jest Kola. Dziewczyna odrzuca jego zaloty i postanawia wyjść za mąż za dalekiego krewnego – Filippa Sołomina. Kola jednak nie rezygnuje i wciąż zabiega o względy Nastii – w rezultacie zostaje pobity przez męskich przedstawicieli jej rodu, wrzucony do łodzi i spławiony z nurtem rzeki. Nazajutrz po weselu, gdy Nastia uświadamia sobie, że nie kocha Filippa i to właśnie Kola jest bliski jej sercu, pakuje w worek najniezbędniejsze rzeczy, bierze łódź i podąża rzeką za Kolą. W tym samym czasie umiera ojciec Koli – Afanasij – usnąwszy po pijanemu na mrowisku, na porębie swojej drogi.

### Część II
Nikołaj – syn Afanasija. Lata 30.
Po latach Nikołaj powraca do rodzinnej wioski, jako rewolucjonista-weteran walk z „białymi” podczas wojny domowej i przedstawiciel nowej, komunistycznej władzy. Przybywa wraz z małoletnim synem Aleksiejem – owocem jego związku z Anastasiją, która zginęła bestialsko zamordowana przez białogwardzistów. Pięknie dziękuje Sołominom za to, że onegdaj wygnali go z wioski, ponieważ, jak mówi, dzięki temu zmądrzał i teraz powraca budować nowe życie. Przedstawia im ich wnuka – Aleksieja. Na pospiesznie zwołanym zebraniu mieszkańców wioski, roztacza przed nimi wizję nowego, komunistycznego świata – dobrobytu, który mogą osiągnąć dzięki eksploatacji bogactw naturalnych Syberii, zwłaszcza ropy naftowej i gazu. Mieszkańcy wioski mają go osiągnąć dzięki dotarciu do tzw. „Czarciego Uroczyska” – lokalnych bagnistych, terenów w tajdze, które według Nikołaja kryją bogate złoża ropy i gazu. Aby do nich dotrzeć Nikołaj postanawia wznowić budowę wiodącej ku nim drogi, którą przed laty rozpoczął jego ojciec. 
Cały pomysł nie podoba się mieszkańcom wioski – ich ludowy przesąd mówi im, że uroczysko znajduje się pod mocą czarta, a każdy kto się tam zapuścił, nigdy nie wracał, a jeśli już, to z pomieszaniem zmysłów. Żaden z nich jednak nie śmie przeciwstawić się nowej władzy, z wyjątkiem Spirydona, który nie może wybaczyć Nikołajowi śmierci Nastii. Za obelgi pod adresem partii zostaje on wkrótce aresztowany przez Nikołaja i deportowany ze wsi. Pozostali mieszkańcy przystępują do odbudowy drogi. Robią to niechętnie, przepełnieni strachem wobec nowej władzy z jednej strony i złowieszczej legendy z drugiej, a wobec syberyjskiej natury wyposażeni jedynie w siekiery i piły. Ich trud przerywa nieoczekiwany powrót Spirydona, który morduje Nikołaja. Chce on przygarnąć Aleksieja jako swojego krewnego, jednak zrozpaczony i pałający nienawiścią do Spirydona chłopiec odpływa w dół rzeki jak przed laty jego ojciec.
Taja. Lata 40.
Latem 1941 nastoletni już Aleksiej, uciekinier z domu dziecka, powraca do rodzinnej wioski z zamiarem pomszczenia śmierci ojca. Nieprzytomnego i wyczerpanego odnajduje nad brzegiem rzeki jego rówieśniczka Taja – przedstawicielka znienawidzonego rodu Sołominów. Obiekt jego zemsty – Spirydon – od kilku lat siedzi już jednak w więzieniu za zabójstwo jego ojca. Taja – prosta dziewczyna z głębokiej prowincji, szybko zakochuje się w „obytym w świecie” młodzieńcu. Jednak ich beztroskie chwile przerywa przybycie do wioski oficera rekrutacyjnego – jak oświadcza on jej mieszkańcom, kilka tygodni wcześniej wybuchła wojna z Niemcami i ogłoszona została mobilizacja. Aloszy, pomimo iż jest niepełnoletni, udaje się przekonać oficera, by przyjął go w szeregi armii jako ochotnika. Na barce pełnej rekrutów ponownie odpływa w dół rzeki, czule żegnany przez Taję, która zapewnia go, że będzie na niego czekać do końca życia. Alosza przyrzeka, że wróci.
Aleksiej syn Nikołaja. Lata 60.
W prologu filmu Alosza, jako żołnierz piechoty morskiej, bierze udział w walkach na froncie wschodnim, gdzie wynosi z placu boju ciężko rannego oficera Filippa Sołomina, nie wiedząc kim on jest (byłym konkurentem jego ojca o względy Nastii).
Po blisko dwudziestu latach Alosza powraca do rodzinnej wsi jako nafciarz, by wraz z kolegami poszukiwać ropy i gazu, mających przynieść zachodniosyberyjskiej krainie dobrobyt i awans cywilizacyjny, zrealizować idee, o których przed laty opowiadał mu jego ojciec-rewolucjonista. Butnie wkracza do rodzinnej wsi – tak samo, jak przed laty jego ojciec, jednak tym razem „uzbrojony” w nowoczesną technikę w postaci przeróżnych, specjalistycznych maszyn. W zrujnowanej osadzie napotyka starego Spirydona – mordercę swojego ojca, który powrócił po odsiedzeniu wieloletniego wyroku oraz zapomnianą przez niego w ciągu lat, młodzieńczą miłość Taję, której w pierwszym momencie w ogóle nie rozpoznaje. Bez reszty oddany pracy Alosza nie poświęca jednak Taji zbyt wiele uwagi, a gdy w końcu to robi, dowiaduje się, że pomieszkuje u niej jego najlepszy przyjaciel i współpracownik Tofik. Zdruzgotany Alsza w pewnym momencie popełnia na swoim stanowisku pracy błąd, który doprowadza do awarii i kosztuje całą brygadę poważne opóźnienie w pracach. W rezultacie zostaje zdjęty ze stanowiska i przesunięty do pracy jako robotnik niewykwalifikowany.
Filipp. Lata 60.
Filipp Sołomin, uratowany podczas wojny przez Aloszę oficer, obecnie I sekretarz partii komitetu obwodowego, przybywa do rodzinnej Jełani. Jest świadom, że decyzja budowy w rodzinnych stronach dużej hydroelektrowni oznacza dla jej mieszkańców unicestwienie poprzez zalanie okolicznych wsi i budowę olbrzymiego zbiornika wodnego. Jest jej przeciwny i słusznie rozumuje, że jedynym ratunkiem dla jego ojcowizny jest odkrycie na jej terytorium ropy – surowca o pierwszorzędnym znaczeniu – co mogłoby przekreślić plany „centrali” o budowie elektrowni. 
Spotyka się z Aleksiejem (który zresztą nie rozpoznaje człowieka, któremu onegdaj ocalił życie) oraz innymi członkami jego brygady. Uświadamia sobie, że ropy w podległym mu terenie nie ma, jednak wobec swoich zwierzchników w Moskwie podtrzymuje swoje stanowisko. Cała sprawa stanowi dla tego człowieka olbrzymi dylemat wyboru pomiędzy postawą lojalnego członka partii i pragmatyka a postawą sybiraka świadomego swoich korzeni, niechcącego niszczyć rodzinnej ziemi. Sam Alosza, zniechęcony długotrwałymi i bezowocnymi poszukiwaniami, nabiera przekonania, że w okolicach Jełani ropy nie ma, a sama wieś skazana jest na zagładę. Składa wymówienie i postanawia wyjechać. 
Spakowany, swoje ostatnie kroki kieruje do Taji, aby namówić ją do wyjazdu razem z nim. Ta jednak odmawia. Wprawdzie czekała na Aloszę przez dwadzieścia lat, jednak teraz, będąc w ciąży (jak się później okazuje z Aloszą) i chcąc uniknąć tułaczki z nafciarzem, odmawia wyjazdu. Alosza opuszcza Jełań, jednak w tym samym czasie na wiertni dochodzi do niekontrolowanego wytrysku ropy na dużą skalę. Alosza bez wahania biegnie na miejsce odwiertu, aby wspomóc kolegów. Dochodzi do samozapłonu ropy i zniszczenia instalacji wiertni. Alosza, próbując ratować jednego z kolegów – Sanię – przygniecionego upadającą wieżą wiertniczą, traci życie. 
W tym samym czasie Filipp bierze udział w ogólnokrajowym zjeździe nafciarzy na Kremlu. Otrzymuje telegram o odkryciu dużych złóż ropy i gazu w jego rodzinnych stronach i śmierci Aloszy – informacja ta jest powodem do ogólnej radości członków zjazdu. Jednak nie dla samego Filippa, który pamiętając o zasługach Aloszy prosi wszystkich uczestników zjazdu o uczczenie pamięci przyjaciela minutą ciszy. Wkrótce przybywa do Jełani, która właśnie jest dewastowana na skutek trwającej katastrofy i przez ratowników próbujących opanować niekontrolowany wyciek. W ostatniej, surrealistycznej scenie, spotyka się z duchami wszystkich swoich przodków i żywymi mieszkańcami Jełani. Serdecznie obejmuje zwłaszcza jednego z duchów – Aleksieja Ustiużanina.

## Obsada aktorska
- Władimir Samojłow – Afanasij Ustiużanin
- Natalia Andriejczenko – Anastasija Sołomina
- Igor Ochłupin – Filipp Sołomin
- Siergiej Szakurow – Spirydon Sołomin
- Pawieł Kadocznikow – Wieczny Dziad
- Witalij Sołomin – Nikołaj Ustiużanin
- Nikita Michałkow – Aleksiej Ustiużanin (lata 60.)
- Ludmiła Gurczenko – Taja Sołomina (lata 60.)
- Aleksander Potapow – Piotr Sołomin
- Leonid Pleszakow – Wasilij Sołomin
- Michaił Kononow – rewolucjonista Rodion
- Jewgienij Leonow-Gładyszew – Aleksiej Ustiużanin (lata 40.)
- Jelena Korieniewa – Taja Sołomina (lata 40.)
- Konstantin Grigoriew – geolog
- Jewgienij Pierow – Jerofiej Sołomin
- Rusłan Mikabieridze – Tofik Rustamow
- Nikołaj Skorobogatow – Jermołaj
- Aleksandr Adabaszjan – sprzedawca w sklepiku na barce
- Maksim Munzuk – Fiedka
- Aleksandr Pankratow-Czornyj – Saszka
- Natalia Nazarowa – synowa Sołominów
- Walentyna Bieriezucka – Daria Sołomina
- Anna Maria Grawer – Mańka
- Wsiewołod Łarionow – Fiodor Nikołajewicz
- Nikołaj Barmin – dowódca strażaków
- Aleksandr Janwariow – wachmistrz żandarmów
- Gienadij Sztil – Flor
- Gienadij Juchtin – Prokop
- Dmitrij Buzylow – Cygan Mitja
- Aleksandr Jakowlew – oficer werbunkowy
- Iwan Dmitriew – członek prezydium zjazdu nafciarzy
- Wsiewołod Łarisow – członek prezydium zjazdu nafciarzy

i inni.

## O filmie
Syberiada była w pełni autorskim filmem (scenariusz i reżyseria) Andrieja Konczałowskiego, stworzonym z myślą również o widzu zachodnim. Film najpierw został pokazany we Francji i USA, a później (już nagrodzony) w ZSRR. Zyskał uznanie krytyków na całym świecie. Początkowo miał być typowym „produkcyjniakiem” o życiu nafciarzy Syberii, powstałym na zamówienie radzieckiego komitetu kinematografii z okazji kolejnego zjazdu KPZR, jednak w trakcie realizacji filmu reżyser odszedł od typowo produkcyjnej konwencji w stronę epicko-lirycznej opowieści o historii całej krainy, ukazanej na przykładzie życia głównych bohaterów. Koncepcja ta przyniosła mu sukces międzynarodowy – w 1979 obraz został zaprezentowany na festiwalu filmowym w Cannes i entuzjastycznie przyjęty otrzymał Grand Prix. Był poważnym konkurentem do nagrody głównej (Złotej Palmy), którą ostatecznie otrzymały ex aequo tak wybitne obrazy jak Czas apokalipsy Coppoli i Blaszany bębenek Schlöndorffa, a w werdykcie jury nie bez znaczenia okazały się czynniki polityczne (oficjalna delegacja radziecka optowała za Grand Prix, które w jej pojęciu honorowało całą kinematografię radziecką, a nie pojedynczego człowieka (reżysera) jak w wypadku przyznania „Złotej Palmy”). Sukces ten otworzył Konczałowskiemu drogę do światowej kariery na Zachodzie, pozwolił na legalny wyjazd do USA, gdzie stworzył kilka głośnych filmów. 
Za pierwowzór głównego bohatera-nafciarza Aleksieja Ustiużanina posłużyła postać radzieckiego geologa, poszukiwacza ropy naftowej w Zachodniej Syberii Farmana Salmanowa. 
Film był jednym z pierwszych filmów radzieckich w którym ścieżka dźwiękowa w dużym stopniu opiera się na elektronicznej muzyce instrumentalnej. Jej autor – Eduard Artiemjew do jej stworzenia został zainspirowany jedną z płyt Vangelisa, którą, przywiezioną z Zachodu, otrzymał od Konczałowskiego. Muzyka do niego (co również był swego rodzaju nowością w kinie radzieckim) została wydana na płycie we Francji w 1979 roku (Le Chant du Monde), a po kilku latach w ZSRR (Melodia, 1984).

W "Syberiadzie" wszystko jest pisane jakby dużą literą. Tajga. Rzeka. Cmentarz. Biedniak. Kułak. I dalej: Miłość. Nienawiść. Chuć. Walka. Marzenie. Kondensacja przebogatego materiału treściowego wymaga jednoznacznych i mocnych określeń. Są tu właśnie zgromadzone te wszystkie elementy, którymi kino radzieckie żyło niemal od chwili powstania, aż po dzień dzisiejszy: historia i współczesność narodu, historia liczona od czasu kiedy stanowił wstęp do rewolucji, napięte do ostatnich granic konflikty klasowe, obalenie starego porządku, wojna domowa, jeszcze wciąż ostra walka niemal w każdej wiosce i pod każdą gruszą [...]. "Syberiada" jest bardzo rosyjska ale radziecka zarazem.